# Emmesomyia incerta
Emmesomyia incerta är en tvåvingeart som beskrevs av Ackland 1995. Emmesomyia incerta ingår i släktet Emmesomyia och familjen blomsterflugor.
Artens utbredningsområde är Nigeria. Inga underarter finns listade i Catalogue of Life.